# Старопишминськ
Старопи́шминськ (рос. Старопышминск) — селище у складі Березовського міського округу Свердловської області.
Населення — 1938 осіб 2010, 1707 у 2002).
До 12 липня 2004 року селище мало статус селища міського типу.